# Platychauliodes thornei
Platychauliodes thornei là một loài côn trùng trong họ Corydalidae thuộc bộ Megaloptera. Loài này được K. Barnard miêu tả năm 1940.